# Perillus strigipes
Perillus strigipes är en insektsart som först beskrevs av Herrich-schaeffer 1853.  Perillus strigipes ingår i släktet Perillus och familjen bärfisar. Inga underarter finns listade i Catalogue of Life.